# Аппунн, Георг Август
Георг Август Аппунн (нем. Georg August Appunn; 1 сентября 1816, Ханау, Гессен — 14 января 1865, там же) — немецкий учёный-акустик, музыкант, изобретатель, педагог.

## Биография
Отец Антона Аппунна (1839—1900), музыканта и акустика, дед Генриха Аппунна (1870—1932), виолончелиста и композитора.
Учился музыке у И. A. Андре и Шнидера фон Вартензе (теория), Петера Суппуса и Алоиса Шмита (фортепиано), И. Ринка (орган) и А. Д. Мангольда (виолончель).
Многосторонне образованный музыкант, игравший почти на всех инструментах. До 1860 года работал учителем теории, игры на инструментах и пения в Ханау и Франкфурте-на-Майне. С 1860 года занялся исключительно акустическими исследованиями, изобретением акустических аппаратов, особую фисгармонию с 36 и 53-ступенной гаммой (чистого строя), различные инструменты для исследования звуков и прочего. Благодаря этому общался с такими авторитетными учёными, как Гельмгольц, А. фон Эттинген, Энгель и др., которые очень ценили его. Позже его исследования продолжил его сын Антон Аппунн.